# Farkas Imre (politikus, 1968)
Farkas Imre (Gyoma, 1968 –) geodéta, a Vidékfejlesztési Minisztérium, valamint a Nemzeti Fejlesztési Minisztérium volt közigazgatási államtitkára.

## Végzettsége
1991-ben szerezte meg okleveles geodéta mérnök diplomáját a Leningrádi Katonai Térképészeti Iskolán. A Budapesti Műszaki és Gazdasági Egyetemen okleveles geodézia, térinformatika, kataszteri szakmérnök diplomát szerzett. 2008-ban a Zrínyi Miklós Nemzetvédelmi Egyetemen Doktori Iskoláját kezdte meg. 

## Munkahelyei
1991-től 1997-ig a Magyar Honvédség Térképészeti Intézetében topográfus tisztként, majd kiértékelő főtisztként, távérzékelési osztályvezető-helyettesként, később osztályvezetőként dolgozott. 1997-ben a Geodéziai és Térképészeti Rt. termelési menedzsere, majd minőségbiztosítási főmérnöke. 1998 novemberétől államtitkári kinevezéséig a Geodéziai és Térképészeti Zrt. termelési vezérigazgató-helyettese. 2002-ben a Magyar Nemzeti Földalap Kht. megbízott földvagyon-gazdálkodási igazgatója.

## Nyelvtudása
Felsőfokú szinten beszél németül és oroszul, társalgási szinten angolul.

## Család
Nős, két gyermek édesapja. 